# Le Verneil
Le Verneil is een gemeente in het Franse departement Savoie (regio Auvergne-Rhône-Alpes) en telt 102 inwoners (2009). De plaats maakt deel uit van het arrondissement Chambéry.

## Geografie
De oppervlakte van Le Verneil bedraagt 7,8 km², de bevolkingsdichtheid is dus 13,1 inwoners per km².
De onderstaande kaart toont de ligging van Le Verneil met de belangrijkste infrastructuur en aangrenzende gemeenten.

## Demografie
Onderstaande figuur toont het verloop van het inwonertal (bron: INSEE-tellingen).

1. ↑  Populations de référence 2022.